# Maratón de Nueva York de 2022
La Maratón de Nueva York de 2022 fue una prueba deportiva que se celebró en aquella ciudad estaounidense el 6 de noviembre de 2022. Fue la quincuagésima primera edición de la Maratón de Nueva York, que se organizó por primera vez en 1970. Evans Chebet ganó la prueba masculina; Sharon Lokedi, la femenina; Marcel Hug, la masculina en silla de ruedas, y Susannah Scaroni, la femenina en silla de ruedas.

## Resultados
Tan solo se muestran los diez primeros clasificados de las modalidades masculina y femenina y los tres primeros en las de silla de ruedas.

### Masculina
| Posición | Corredor               | Nacionalidad   | Tiempo  |
| -------- | ---------------------- | -------------- | ------- |
| 1        | Evans Chebet           | Kenia          | 2:08:41 |
| 2        | Shura Kitata           | Etiopía        | 2:08:54 |
| 3        | Abdi Nageeye           | Países Bajos   | 2:10:31 |
| 4        | Mohamed Reda El Aaraby | Marruecos      | 2:11:00 |
| 5        | Suguru Osako           | Japón          | 2:11:31 |
| 6        | Tetsuya Yoroizaka      | Japón          | 2:12:12 |
| 7        | Albert Korir           | Kenia          | 2:13:27 |
| 8        | Daniele Meucci         | Italia         | 2:13:29 |
| 9        | Scott Fauble           | Estados Unidos | 2:13:35 |
| 10       | Reed Fischer           | Estados Unidos | 2:15:23 |

### Femenina
| Posición | Corredora              | Nacionalidad   | Tiempo  |
| -------- | ---------------------- | -------------- | ------- |
| 1        | Sharon Lokedi          | Kenia          | 2:23:23 |
| 2        | Lonah Chemtai Salpeter | Israel         | 2:23:30 |
| 3        | Gotytom Gebreslase     | Etiopía        | 2:23:39 |
| 4        | Edna Kiplagat          | Kenia          | 2:24:16 |
| 5        | Viola Cheptoo Lagat    | Kenia          | 2:25:34 |
| 6        | Hellen Obiri           | Kenia          | 2:25:49 |
| 7        | Aliphine Tuliamuk      | Estados Unidos | 2:26:18 |
| 8        | Emma Bates             | Estados Unidos | 2:26:53 |
| 9        | Jessica Stenson        | Australia      | 2:27:27 |
| 10       | Nell Rojas             | Estados Unidos | 2:28:32 |

### Masculina en silla de ruedas
| Posición | Corredor         | Nacionalidad   | Tiempo  |
| -------- | ---------------- | -------------- | ------- |
| 1        | Marcel Hug       | Suiza          | 1:25:26 |
| 2        | Daniel Romanchuk | Estados Unidos | 1:27:38 |
| 3        | Jetze Plat       | Países Bajos   | 1:31:28 |
| 4        | Evan Correll     | Estados Unidos | 1:37:01 |
| 5        | Aaron Pike       | Estados Unidos | 1:38:07 |
| 6        | Sho Watanabe     | Japón          | 1:39:20 |
| 7        | Simon Lawson     | Reino Unido    | 1:39:38 |
| 8        | Patrick Monahan  | Irlanda        | 1:40:52 |
| 9        | Ernst van Dyk    | Sudáfrica      | 1:41:24 |
| 10       | Krige Schabort   | Estados Unidos | 1:41:26 |

### Femenina en silla de ruedas
| Posición | Corredora                 | Nacionalidad   | Tiempo  |
| -------- | ------------------------- | -------------- | ------- |
| 1        | Susannah Scaroni          | Estados Unidos | 1:42:43 |
| 2        | Manuela Schär             | Suiza          | 1:45:11 |
| 3        | Madison de Rozario        | Australia      | 1:45:24 |
| 4        | Yen Hoang                 | Estados Unidos | 1:48:30 |
| 5        | Jenna Fesemyer            | Estados Unidos | 1:51:38 |
| 6        | Christie Dawes            | Australia      | 1:51:40 |
| 7        | Vanessa Cristina de Souza | Brasil         | 1:51:45 |
| 8        | Tatyana McFadden          | Estados Unidos | 1:52:59 |
| 9        | Merle Menje               | Alemania       | 1:54:49 |
| 10       | Patricia Eachus           | Suiza          | 1:54:53 |